# Sorex ventralis
Sorex ventralis är en däggdjursart som beskrevs av Clinton Hart Merriam 1895. Sorex ventralis ingår i släktet Sorex och familjen näbbmöss. IUCN kategoriserar arten globalt som livskraftig. Inga underarter finns listade i Catalogue of Life.
Denna näbbmus förekommer i södra Mexiko. Den lever i bergstrakter och vistas i barrskogar samt på bergsängar.